# Orazio Cremona
Orazio Cremona (* 1. Juli 1989 in Johannesburg) ist ein südafrikanischer Kugelstoßer.

## Sportliche Laufbahn
Erste internationale Erfahrungen sammelte Orazio Cremona bei den Juniorenafrikameisterschaften 2007 in Ouagadougou, bei denen er mit 17,66 m die Silbermedaille gewann. 2008 nahm er an den Juniorenweltmeisterschaften in Bydgoszcz teil und schied dort mit 18,28 m in der Qualifikation aus. 2010 nahm er zum ersten Mal an den Afrikameisterschaften in Nairobi teil und gewann dort mit 18,27 m die Bronzemedaille. Zwei Jahre später gewann er bei den Meisterschaften in Porto-Novo mit 19,19 m Silber und musste sich damit nur seinem Landsmann Burger Lambrechts geschlagen geben. 2013 gelange es ihm, sich für die Weltmeisterschaften in Moskau zu qualifizieren, bei denen er aber mit 19,42 m in der Qualifikation ausschied. 2014 wurde er Siebter bei den Hallenweltmeisterschaften in Sopot und Vierter bei den Commonwealth Games in Glasgow mit 20,13 m. Anschließend siegte er bei den Afrikameisterschaften in Marrakesch mit 19,84 m vor seinem Landsmann Jaco Engelbrecht und dem Kongolesen Franck Elemba. Beim Continentalcup in Marrakesch kam er mit 19,96 m auf den sechsten Platz.
2015 nahm er erneut an den Weltmeisterschaften in Peking teil und sched dort mit 18,63 m in der Qualifikation aus. Bei den Afrikameisterschaften 2016 in Durban wurde er mit 19,15 m Fünfter und bei den Weltmeisterschaften 2017 in London reichten 19,81 m nicht für einen Finaleinzug. 2018 nahm er erneut an den Commonwealth Games im australischen Gold Coast teil und belegte dort mit 20,51 m den sechsten Platz. Im Jahr darauf erfolgte die Teilnahme an den Afrikaspielen in Rabat, bei denen er mit einer Weite von 20,06 m auf den fünften Platz gelangte. Er qualifizierte sich auch für die Weltmeisterschaften in Doha, bei denen 19,98 m aber nicht für einen Finaleinzug reichten.
Zwischen 2012 und 2019 wurde Cremona jedes Jahr südafrikanischer Meister im Kugelstoßen. Er ist Absolvent der Monash South Africa in Roodepoort.

## Persönliche Bestleistungen
- Kugelstoßen: 21,51 m, 27. April 2019 in Germiston
  - Kugelstoßen (Halle): 20,49 m, 7. März 2014 in Sopot